# Junta de Administración Portuaria y de Desarrollo Económico de la Vertiente Atlántica de Costa Rica
JAPDEVA es la Junta de Administración Portuaria y de Desarrollo Económico de la Vertiente Atlántica de Costa Rica. Fue creada en 1963 como entidad de carácter autónomo del Estado con el fin de encargarse del mantenimiento de los canales del norte de la provincia de Limón (Tortuguero y Barra del Colorado) y supervisar los contratos gubernamentales en materia portuaria y ferroviaria.
En 1966 se le transfiere la responsabilidad de la administración de la zona portuaria de la Ciudad de Limón y posteriormente con la inauguración del complejo portuario de Moín, la institución pasó a administrar la totalidad de los muelles de la costa caribeña costarricense, incluyendo también puertos fluviales.
JAPDEVA cumple también su función de ente  del desarrollo de la provincia de Limón, a través de la inversión en obras de interés e infraestructura al servicio del pueblo.
La institución tiene su sede principal en la Ciudad de Limón, 
Costa Rica, y cuenta con oficinas en la capital del país, San José.